# Luis Solari
Pour les articles homonymes, voir Luis de la Fuente et de la Fuente.
Luis María Santiago Eduardo Solari de la Fuente, né le 28 janvier 1940 à Lima, est un médecin et homme d'État péruvien. Il est président du Conseil des ministres du 21 juillet 2002 au 23 juin 2003. Il est membre du parti Pérou possible.